# Wielosesyjność (dyski optyczne)
Wielosesyjność (nagrywanie wielosesyjne, multisesja) – sposób nagrywania danych na płycie kompaktowej polegający na nagrywaniu płyty CD-R lub CD-RW w kilku etapach – sesjach. 
Każda nagrywana na płycie sesja musi zawierać co najmniej jedną ścieżkę o minimalnej długości 300 bloków. Każda rozpoczęta sesja zmniejsza dostępną pojemność płyty o 13,5 MB ze względu na tworzenie obszarów lead-in i lead-out, jednak można do niej stopniowo "dogrywać" nowe ścieżki już bez dodatkowej utraty pojemności (bez narzutu). Takich "dograń" (ścieżek) na jednej płycie, zgodnie ze specyfikacją Red Book, może być maksymalnie 99.
Ścieżki w każdej sesji, zawierającej więcej niż jedną ścieżkę, są rozdzielane 150 blokami, czyli przerwą trwającą 2 sekundy. Jest to najbardziej widoczne na płytach CD-Audio, gdzie kolejne utwory rozdzielane są taka właśnie przerwą. Większość aktualnie sprzedawanych nagrywarek potrafi jednak nagrywać sesje bez tej 2 sekundowej przerwy.
Dane, które są "usuwane" z płyty CD-R tak naprawdę już na zawsze pozostają na dysku zajmując miejsce, mogą być jedynie niewidoczne po nagraniu następnej sesji.